# مارکوس فنیکس
مارکوس فنیکس (انگلیسی: Marcus Fenix) یک شخصیت در مجموعه بازی چرخ دنده‌های جنگ و قهرمان اصلی بازی می‌باشد.